# Flabellocladia gigantea
Flabellocladia gigantea är en svampart som beskrevs av Nawawi 1985. Flabellocladia gigantea ingår i släktet Flabellocladia, divisionen sporsäcksvampar och riket svampar.   Inga underarter finns listade i Catalogue of Life.